# Muelle

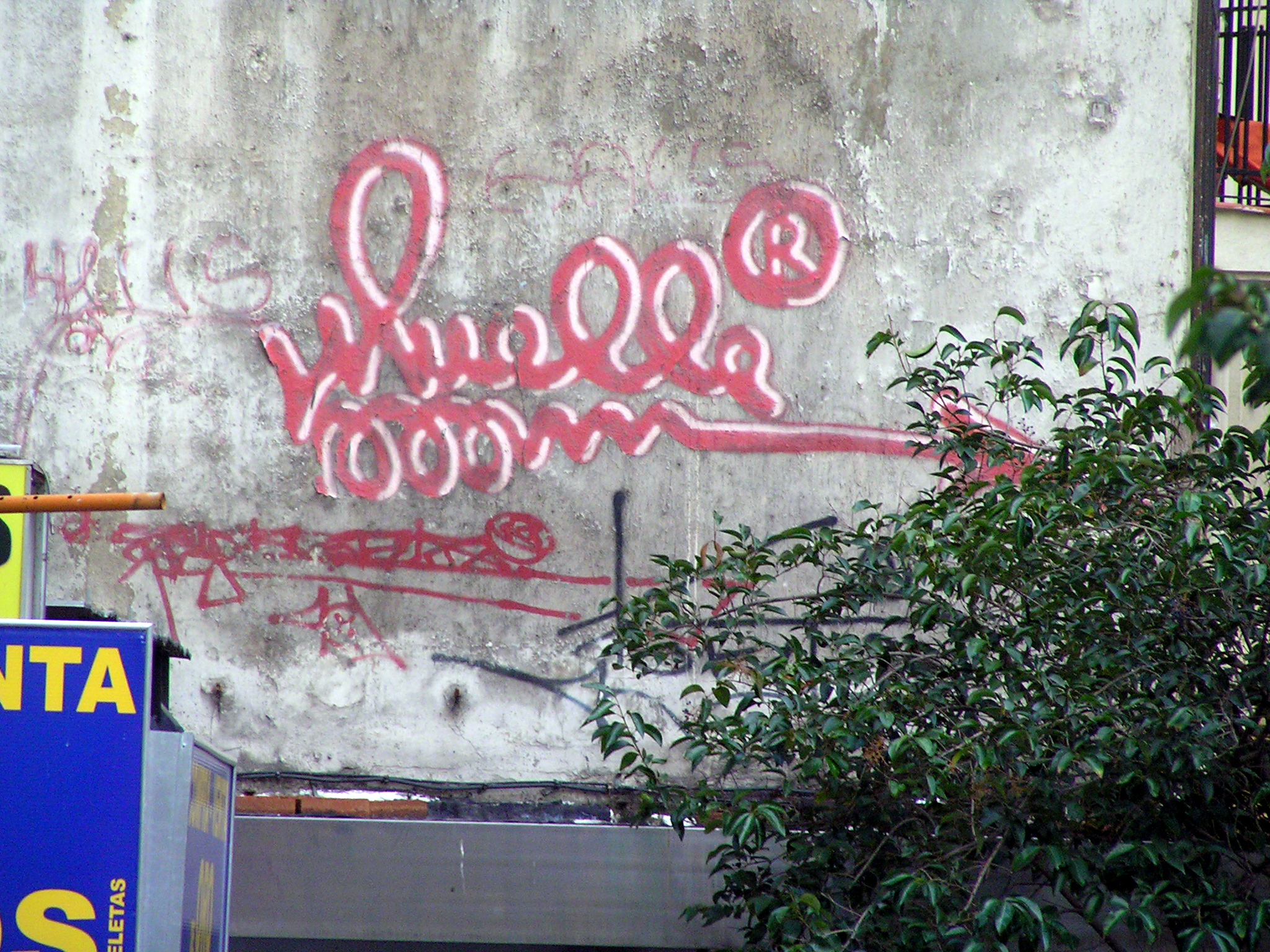
La firma di Muelle in calle Montera a Madrid

Muelle era una firma e un design opera di Juan Carlos Argüello, pioniere dei graffiti spagnolo (circa 1966–1995).
Intorno al 1980, durante la movida madrileña, Argüello iniziò a riprodurre il logo sulle pareti e negli spazi pubblici di Madrid. Il logo consisteva nella parola Muelle (molla in spagnolo), in una R all'interno di un cerchio (®) e una linea a forma di molla a spirale che terminava in una punta di freccia.
Inizialmente usò un pennarello per tracciarla, ma in seguito utilizzò delle bombolette spray diffondendo la sua firma intorno a Madrid e, in misura minore, in altre località spagnole. Negli anni ottanta, ha migliorato la sua tecnica, usando diversi colori, bordi più larghi ed effetti 3D.
Il suo stile innovativo, insieme alla profusione dei suoi tag, ha reso popolare il suo lavoro e molti giovani madrileni hanno iniziare a creare delle tag ispirate a quelle di Muelle, spesso terminando i tratti con punte di freccia.
La diffusione della cultura hip hop in Spagna alla fine degli anni '80 ha introdotto i nuovi stili di graffiti sviluppati negli Stati Uniti, ma anche nelle sue variazioni il lavoro di Muelle ha sostanzialmente mantenuto il design originale.

## Curiosità
Muelle è citato più volte nel romanzo Il cecchino paziente di Arturo Pérez-Reverte.